# ふたりよがり
『ふたりよがり』は、インターネットラジオ放送局『BBstation』で、2008年10月10日から2009年6月26日まで放送されたインターネットラジオ番組。声優の高橋広樹と作曲家兼音楽プロデューサーの細井聡司がパーソナリティを務めた。

## 概要
全く違うと言うより真逆の音楽スタイルの2人が放つ、前人未到、荒唐無稽、温故知新な番組。

デジタルVSアナログ！色白VS色黒！メガネVS筋肉！一触即発のこの状況は、何が起こるか判らない。